# Анна Слю
Анна Андреевна Слю (истинско име – Слюсарева; родена на 27 март 1980 г.) е руска актриса.

## Биография
Родена е на 27 март 1980 г. Като дете тя мечтае да стане певица, свири на саксофон и пиано, но поради неспокойния си характер не успява да овладее професионално нито един музикален инструмент. След училище тя влиа в Шчукинското училище в актьорския отдел, курс на Юрий Шликов, който завършва през 2001 г. Работила е в Ермитажния театър. Взима сценичното име Анна Слю – според прякора си от детството.
Тя изиграва първата си екранна роля през 2001 г. в сериала FM and the Guys. През 2004 г. тя играе ролята на яркото, различно Тигърче във филма „Нощна стража“. През 2011 г. изпълнява една от главните роли в сериала „Кратък курс за щастлив живот“ на Канал 1. През 2016 г. играе главната роля в детективския сериал „Виждам, знам“.
През юни 2018 г. на филмовия фестивал „Кинотавр“ тя получава наградата за най-добра актриса за ролята си във филма „Хвърляния“ на режисьора Иван И. Твердовски.

## Личен живот
В края на 2004 г. Анна се омъжва за Даниил Белих. Те се развеждат през 2010 г.
През лятото на 2012 г. Анна става съпруга на актьора Владимир Смирнов, известен с ролята си на медика Леша в телевизионния сериал „Глухар“. Анна се запознава с него по време на един от кастингите във филмовото студио. През септември 2012 г. се ражда дъщеря им Серафима. През 2014 г. им се ражда син – Тихон. В края на 2021 г. двойката се разделя.